# 東北大学大学院農学研究科・農学部
東北大学大学院農学研究科（とうほくだいがくだいがくいんのうがくけんきゅうか、英称:Graduate School of Agricultural Science）は、東北大学大学院に設置される研究科の一つである。また、東北大学農学部（とうほくだいがくのうがくぶ、英称:Faculty of Agriculture）は、東北大学に設置される学部の一つである。

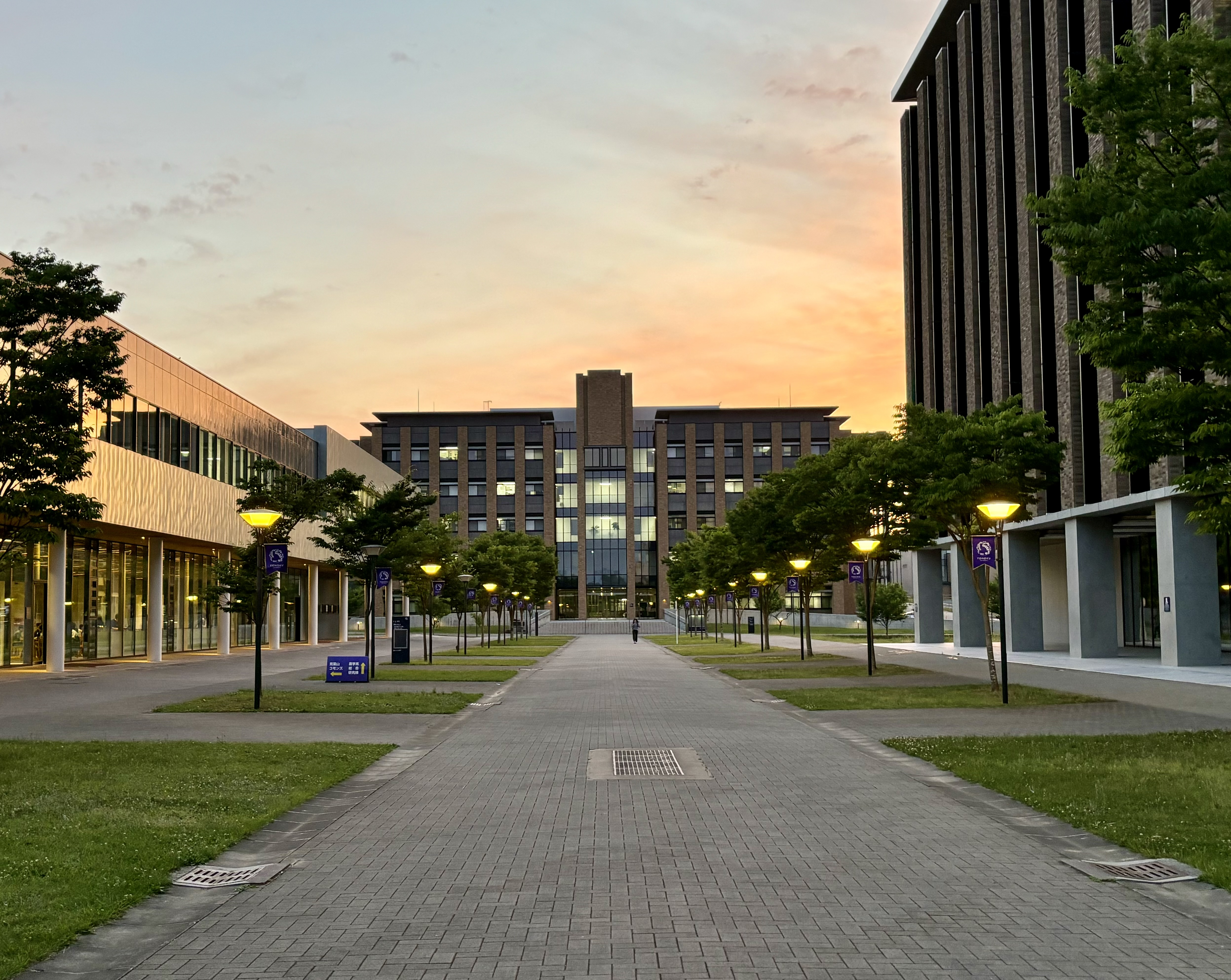
農学系総合研究棟

## 概要
東北大学農学部は、1939年に東北帝国大学農学研究所が設置されたことに始まる。戦後間もない1947年には、3学科7講座の体制で旧制農学部が設置された。1949年、新制東北大学が発足した際は宮城県女子専門学校を吸収し、新しく家政学科を置いた。こうした拡充改組により、4学科21講座制として新たなスタートを切り、1953年に大学院農学研究科（4専攻）を設置。現在まで至る母体となった。
生物の産業科学である農学の研究・教育を行っており、大学院農学研究科附属複合生態フィールド教育研究センターの実験農場は日本の国立大学として最大規模である。

## 沿革
- 1939年 - 東北帝国大学に農学研究所を設置[2]。
- 1947年 - 東北帝国大学に農学部を設置[2]。
- 1953年 - 大学院農学研究科を設置[2]。
- 2017年 - 雨宮キャンパスから青葉山新キャンパスに移転[2]。

### 東北帝国大学農科大学
東北帝国大学は、日本初の高等農業教育機関である札幌農学校を母体として1907年に設立された。その年の6月22日に東北帝国大学農科大学官制が公布され、9月1日から施行に移ったことで、東北帝国大学の最初の分科大学（東北帝国大学農科大学、現・北海道大学農学部）としての歴史がスタートした。なお、東北帝国大学農科大学は1918年に北海道帝国大学農科大学となったため、現在の東北大学農学部との連続性はない。

## 研究科
- 資源生物科学専攻
  - 植物生産科学講座
    - 生物共生科学分野
    - 作物学分野
    - 園芸学分野
    - 土壌立地学分野

  - 動物生産科学講座
    - 動物環境システム学分野
    - 動物遺伝育種学分野
    - 動物生理科学分野

  - 水圏生物生産科学講座
    - 水圏動物生理学分野
    - 水産資源生態学分野
    - 水圏植物生態学分野
    - 水産資源化学分野

  - 資源環境経済学講座
    - 環境経済学分野
    - フィールド社会技術学分野
    - 国際開発学分野
    - 農業経営経済学分野

  - 沿岸生物生産システム学講座（協力講座）
    - 沿岸生物生産システム学分野

  - 栽培植物環境科学講座（協力講座）
    - 栽培植物環境科学分野

  - 資源環境政策学講座（連携講座）
    - 資源環境政策学分野

  - 縁辺深海生態系動態学講座（連携講座）
    - 縁辺深海生態系動態学分野

  - 家畜生産機能開発学講座（寄附講座）
    - 家畜生産機能開発学分野
- 応用生命科学専攻
  - 環境生命科学講座分野
    - 環境適応生物工学分野
    - 生物海洋学分野
    - 生物制御機能学分野
    - 陸圏生態学分野

  - 植物機能科学講座
    - 植物遺伝育種学分野
    - 植物細胞生化学分野
    - 植物栄養生理学分野
    - 植物病理学分野

  - 動物機能科学講座
    - 動物生殖科学分野
    - 機能形態学分野
    - 動物栄養生化学分野

  - 分子細胞科学講座
    - 分子生物学分野
    - 分子酵素学分野
- 生物産業創成科学専攻
  - 微生物機能開発科学講座
    - 応用微生物学分野
    - 動物微生物学分野

  - 食品機能健康科学講座
    - 動物資源化学分野
    - 食品化学、栄養学分野
    - テラヘルツ生物工学分野

  - 天然物生物機能科学講座
    - 機能分子解析学分野
    - 天然物生命化学分野
    - 生物有機化学分野

  - 生物産業情報科学講座
    - 遺伝子情報システム学分野
    - 海洋生命遺伝情報システム学分野

  - 微生物資源学講座（寄附講座）
    - 微生物資源学分野

  - 発酵微生物学講座（連携講座）
    - 発酵微生物学分野

  - 共同研究講座
    - J-オイルミルズ油脂イノベーション分野

  - 食の健康科学ユニット
    - 食の健康科学ユニット分野

## 附属施設
- 動物研究棟
- 植物環境応答実験施設
- 放射性同位元素実験棟施設
- 複合生態フィールド教育研究センター
  - 複合生態フィールド制御部
    - フィールド社会技術学

  - 複合陸域生産システム部
    - 栽培植物環境科学
    - フィールド陸圏生態学
    - フィールド環境システム生物学
    - フィールド生物共生科学

  - 複合水域生産システム部
    - 沿岸生物生産システム学
- 東北復興農学センター
- 食と農免疫国際教育研究センター
- 生物多様性応用科学センター
- 関連組織
  - 東北マリンサイエンス拠点形成事業東北大学マリンサイエンス復興支援室
  - グローバル農学教育ユニット

## 学科
- 入学定員150人[8]
  - 生物生産科学科[4]
    - 植物生命科学コース
    - 資源環境経済学コース
    - 応用動物科学コース
    - 海洋生物科学コース

  - 応用生物化学科[4]
    - 生物化学コース
    - 生命化学コース

## 著名な出身者

### 政治
- 石山敬貴 - 元衆議院議員、元理化学研究所研究員
- 安孫子孝次 - 元琴似町長、元衆議院議員、元北海道農事試験場長
- 佐藤昌一郎 - 元村山市長、元NHK山形放送局長
- 松田知己 - 美郷町長、元秋田県農業試験場主任
- 金子徳之介 - 元保原町長、元衆議院議員
- 許斐亮太郎 - 衆議院議員

### 行政
- 小松正之 - 元国際連合食糧農業機関水産委員会議長、元政策研究大学院大学教授
- 菱沼義久 - 元農林水産省大臣官房技術総括審議官、日本農業機械化協会会長、中央果実協会副理事長
- 陽捷行 - 元農林水産省農業環境技術研究所長、元農業環境技術研究所理事長、元北里大学副学長
- 池戸重信 - 元農林水産消費技術センター理事長、元食品表示検定協会理事長、元公立大学法人宮城大学副学長
- 鈴木建夫 - 元農林水産省食品総合研究所長、元食品総合研究所理事長

### 経済
- 金子才十郎 - 元カネコ種苗社長、元日本種苗協会会長、元横浜商品取引所理事長
- 高島英也 - サッポロビール社長、元ビール酒造組合会長、元全国公正取引協議会連合会副会長、元北海道経済連合会副会長
- 手島忠 - 元ニチレイ社長、元日本冷蔵倉庫協会会長
- 西紘平 - 元雪印乳業社長、元ロッテアイス社長、元日本乳業協会副会長
- 橋本仁 - 元太平洋製糖社長、元シクロデキストリン学会会長
- 福井正一 - フジッコ社長
- 山口聡 - カゴメ社長

### 研究
- 有原圭三 - ペットフード研究、北里大学教授、フード・ペプタイド代表取締役
- 遠藤章 - 生化学、東京農工大学特別栄誉教授、アメリカ科学アカデミー外国人会員、文化功労者、ガードナー国際賞、アルバート・ラスカー臨床医学研究賞
- 大越和加 - 生物海洋学、東北大学教授、元日本ベントス学会会長、日本学術会議会員
- 加藤清雄 - 獣医学、酪農学園大学教授、日本畜産学会賞
- 菅洋 - 作物生理学、東北大学名誉教授、日本作物学会賞
- 川崎健 - 水産海洋学、東北大学名誉教授、元日本科学者会議代表幹事
- 木村直子 - 生殖生物学、山形大学教授、日本学術会議会員
- 桑原正貴 - 獣医学、東京大学教授、東京大学附属牧場長、元日本獣医循環器学会副会長
- 齊藤宏明 - 生態学、東京大学教授、北太平洋海洋科学機構科学評議会議長
- 佐藤佳 - ウイルス学、東京大学教授、日本学術振興会賞
- 坂田隆 - 生理学、元石巻専修大学学長
- 佐々木康之 - 畜産学、東北大学名誉教授、元帯広畜産大学学長、日本畜産学会賞
- 菅原達也 - 食品科学、京都大学教授
- 高橋成人 - 植物遺伝育種学、東北大学名誉教授、日本育種学会賞
- 筑波常治 - 農学史、元早稲田大学教授
- 西川正純 - 食品科学、宮城大学理事・副学長、日本学術会議会員、日本脂質栄養学会ランズ賞
- 新田洋司 - 作物学、福島大学教授、日本作物学会賞
- 服部勉 - 微生物学、東北大学名誉教授、元日本微生物生態学会会長
- 服部黎子 - 微生物学、渋沢栄一の曾孫
- 前田浩 - 化学、熊本大学名誉教授、トムソン・ロイター引用栄誉賞、朝日賞、高松宮妃癌研究基金学術賞、日本癌学会吉田富三賞
- 宮下和夫 - 脂質化学、北海道大学教授、日本油化学会賞

### その他
- 山田野理夫 - 小説家、詩人、農民文学賞
- 絵空ハル - 小説家
- 大橋力 - 芸術家、科学者、芸能山城組主催、元千葉工業大学教授
- 村松優里香 - 元山梨放送アナウンサー

## 博士号取得者
- 大谷元 - 食品科学、信州大学名誉教授、紫綬褒章、日本畜産学会功労賞